# Chris Burhenne
Chris Burhenne (Horst, 5 juni 1968) is een Nederlandse voetbaltrainer en voormalig voetballer die bij voorkeur speelde als verdediger, maar ook inzetbaar was als middenvelder.

## Spelersloopbaan
Burhenne doorliep de jeugdopleiding van VVV. Op 15 april 1986 maakte hij tijdens FC Twente - VVV (1-0) zijn profdebuut, als invaller voor Hans Coort. Burhenne gold als een getalenteerde voetballer, maar kreeg te kampen met een slepende knieblessure. Een meniscusoperatie hield hem in het seizoen 1987-88 lange tijd aan de kant. Zijn carrière kwam tot een abrupt einde op de eerste speeldag van het seizoen 1988-89, toen hij tijdens de wedstrijd VVV - Roda JC (2-2) opnieuw met een zware knieblessure het veld moest verlaten terwijl hij kort hiervoor een oproep kreeg voor het Nederlands Elftal.
Burhenne werd medisch afgekeurd en stopt in 1990 met betaald voetbal.
Zijn talentvolle zoon Christiaan leek in zijn voetsporen te treden, daar hij na een succesvol jaar bij Jong VVV-Venlo de overstap maakte naar Fortuna Sittard maar werd ook gedwongen te stoppen na aanhoudend blessureleed.

## Profstatistieken
| Seizoen         | Club            | Competitie      | Competitie | Competitie | Beker | Beker | Overige | Overige | Totaal | Totaal |
| Seizoen         | Club            | Competitie      | Wed.       | Dlp.       | Wed.  | Dlp.  | Wed.    | Dlp.    | Wed.   | Dlp.   |
| --------------- | --------------- | --------------- | ---------- | ---------- | ----- | ----- | ------- | ------- | ------ | ------ |
| 1985/86         | VVV             | Eredivisie      | 5          | 1          | 0     | 0     | —       | —       | 5      | 1      |
| 1986/87         | VVV             | Eredivisie      | 8          | 1          | 0     | 0     | 4       | 0       | 12     | 1      |
| 1987/88         | VVV             | Eredivisie      | 13         | 2          | 2     | 0     | 2       | 0       | 17     | 2      |
| 1988/89         | VVV             | Eredivisie      | 1          | 0          | 0     | 0     | —       | —       | 1      | 0      |
| 1989/90         | VVV             | Eerste divisie  | 0          | 0          | 0     | 0     | —       | —       | 0      | 0      |
| Carrière totaal | Carrière totaal | Carrière totaal | 27         | 4          | 2     | 0     | 6       | 0       | 35     | 4      |

## Trainersloopbaan
Na zijn spelersloopbaan richtte Burhenne zich op het trainersvak. Hij is onder ander werkzaam geweest bij VV BES, DOSL, de jeugdopleiding van Eindhoven, VV De Valk, RKVV Volharding, Dijkse Boys, VV ZIGO, Wilhelmina '26, de gecombineerde jeugdopleiding van VVV/Helmond Sport en de jeugdopleiding van Fortuna Sittard. Daarnaast is hij docent geweest bij de opleidingen van de KNVB.
Begin 2018 werd Burhenne aangesteld als trainer bij TV Herkenrath waarmee hij promoveerde vanuit de Mittelrheinliga naar de Regionalliga West. In november 2018 werd hij daar ontslagen. Met ingang van het seizoen 2020/21 is hij hoofdtrainer van hoofdklasser RKSV Minor.